# Yannick (rappeur)
Pour les articles homonymes, voir Yannick.
Yannick, de son nom complet Yannick M'Bolo, né le 19 décembre 1978 à Paris, est un rappeur et chanteur français. Il est notamment connu pour son tube Ces soirées-là, chanson de variété classée numéro un des ventes pendant l'été 2000 et unique one-hit wonder de l'artiste.

## Biographie
Yannick M'Bolo est né le 19 décembre 1978 à Paris, de parents originaires du Cameroun. Yannick, originaire de Bagneux, dans les Hauts-de-Seine, commence dans le monde de la musique alors qu'il est adolescent et participe à la Mafia Trece, un collectif de hip-hop. Il enregistre alors ses premiers albums en 1997 (Cosa Nostra) et 1999 (L’envers du décor). Il s'essaye aussi à la variété avec un premier succès solo en 1997 avec le maxi Le mauvais chemin. Parallèlement à sa carrière d'artiste, il suit des études à la fac de Tolbiac à Paris et empoche son Deug. 
Il se popularise localement au cours de l'été 2000 avec le tube de l'été Ces soirées-là, une reprise de la chanson de Four Seasons, repris ensuite et adapté pour Cette année-là de Claude François,. La chanson atteint la première place des classements français durant 15 semaines, et compte un total de 1 512 000 exemplaires vendus. Il devient le 13e single le plus vendu en France pendant les années 2000. Il publie par la suite l'album C’est ça qu’on aime publié en octobre 2000, qui contient aussi d'autres titres à succès comme J'aime ta maille.
En 2009, il tente de revenir avec la chanson Vous. En 2011, il revient sur scène pour la tournée Génération Dance Machine. En 2011, il apparait en trio avec Lââm dans le clip de Piero Battery, dans lequel tous les trois interprètent un des plus grands standards du gospel Oh Happy Day.

## Clips
- 1998 : J'aime ta maille
- 2000 : Party Night (US version) (réalisé par J.G Biggs)
- 2000 : Fais ce qu'il te plait (réalisé par J.G Biggs)
- 2000 : Ces soirées-là.
- 2011 : Oh Happy Day (en trio avec Lââm et Piero Battery)